# Comté de Doña Ana
Le comté de Doña Ana est l’un des 33 comtés de l’État du Nouveau-Mexique, aux États-Unis, à la frontière avec le Texas et le Mexique. Fondé le 9 janvier 1852, il est le deuxième comté le plus peuplé de l’État. Il a été nommé en hommage à doña Ana Robledo, qui a donné beaucoup d’argent à des œuvres de charité au XVIIe siècle.
Son siège est Las Cruces, la seconde ville la plus peuplée de l’État après Albuquerque.

## Comtés adjacents
- Comté de Luna, Nouveau-Mexique (ouest)
- Comté de Sierra, Nouveau-Mexique (nord)
- Comté d’Otero, Nouveau-Mexique (est)
- Comté d’El Paso, Texas (sud-est)
- État de Chihuahua, Mexique